# 選書
選書（せんしょ）とは、同一の装丁で出版される、本のシリーズ、叢書のひとつ。一般向けだが新書などに比べてより多くの分野を扱い、専門性・独自性の高い論説を集めたものが多い。

## 概要
元来の意味は「書物を選んで集めたシリーズ」だが、各社の判型は、大半が四六判並製 (19cm) である。新潮選書やかつての筑摩叢書は統一された装幀だが、他は基本的なフォーマットは統一しつつも、表紙は各巻ごとに写真・テーマイラストを使用しているものもある。
単行本を選書化していたシリーズには、名著の廉価再刊を主とした筑摩叢書があった。角川選書、朝日選書もその形で刊行することもあった。今日では再刊の受け皿として講談社学術文庫、ちくま学芸文庫、中公文庫、平凡社ライブラリー、岩波現代文庫等があるので、ほぼ見受けられない。各社とも、現在は大半は書き下ろしであるが、新潮選書・朝日選書では雑誌連載をまとめた作品もある（小谷野敦『日本売春史』など）。
最近まで選書を文庫化することはあまり見受けられなかったが（古くは阿部次郎の『三太郎の日記』が角川選書となり、のち文庫化された）、20世紀末に、ちくま学芸文庫はいくつかの筑摩叢書収録の著作を文庫化し、磯田光一の『戦後史の空間』や谷沢永一の『人間通』（いずれも新潮選書）が、新潮文庫で再刊された。21世紀に入ってから品切れした講談社選書メチエや新潮選書、NHKブックス等は、講談社学術文庫、平凡社ライブラリーなどで再刊されている。
2009年に河出書房新社が、2010年には筑摩書房が、相次いで選書の新シリーズを立ち上げている。
なお、選書レーベルのタイトルは「選書」に限定されず、「叢書」「全書」の場合もある。また角川学芸出版・中央公論新社のように「選書」レーベルと「叢書」レーベルを別々に刊行している場合は、両者の区別がやや不分明になっていることもある。

## 選書一覧(理科系含む)

### あ
- 朝日新聞出版 - 朝日選書
- NHK出版 - NHKブックス

### か
- 化学同人 - DOJIN選書
- KADOKAWA - 角川選書
- 講談社 - 講談社選書メチエ

### さ
- 新潮社 - 新潮選書

### た
- 筑摩書房 - 筑摩選書

## 専門選書一覧
- 戎光祥出版 - 戎光祥選書ソレイユ
- 開拓社 - 言語・文化選書
- 彩流社 - フィギュール彩
- 青弓社 - 青弓社ライブラリー
- 中央公論新社 - 中公選書
- 有斐閣 - 有斐閣選書
- 吉川弘文館 - 歴史文化ライブラリー

### 休刊・廃刊
- 岩波書店 - 岩波全書 / 岩波現代叢書 / 岩波現代選書 / 岩波現代選書NS/岩波現代全書
- 学研教育出版 - 学研科学選書
- KADOKAWA - 角川EpuB選書 / 角川叢書
- 河出書房新社 - 河出ブックス
- 京都大学学術出版会 - 学術選書
- サンガ - サンガ選書
- 三省堂 - 三省堂選書
- 新日本出版社 - 新日本選書
- 創元社 - こころの未来選書
- ランダムハウス講談社 - クロノス選書
- 筑摩書房 - 筑摩叢書 / ちくまぶっくす / ちくまライブラリー/ 双書ZERO
- 中央公論社 - 自然選書 / 中公叢書
- 日本評論社 - 日評数学選書
- 農山漁村文化協会 - 人間選書
- PHP研究所 - PHPビジネス選書
- 平凡社 - 平凡社選書
- NHK出版 - NHKブックスジュニア